# Capital (departement van Misiones)
Capital (Misiones) is een departement in de Argentijnse provincie Misiones. Het departement (Spaans:  departamento) heeft een oppervlakte van 932 km² en telt 284.279 inwoners.

## Plaatsen in departement Capital
- Fachinal
- Garupá
- Posadas